# Мірза Масуд
Мірза Масуд (23 листопада 1908 — 21 вересня 1991) — індійський хокеїст на траві.
Олімпійський чемпіон 1936 року.